# Kościół Świętej Trójcy w Bieżuniu
Kościół Świętej Trójcy w Bieżuniu – rzymskokatolicki kościół parafialny należący do dekanatu żuromińskiego diecezji płockiej.

## Historia
W latach sześćdziesiątych XVIII wieku, ówczesny właściciel miasta, kanclerz wielki koronny Andrzej Hieronim Zamoyski postanowił ufundować w Bieżuniu nowy kościół. Prace budowlane rozpoczęły się w 1766 roku i zakończyły się w 1768 roku. Była to murowana świątynia, dach jej był nakryty dachówką. Kościół wzniesiono na planie prostokąta, przylegały do niego zakrystia i skarbiec, nakryte deskami. Świątynia nie posiadała wieży ani sygnaturek. W 1817 roku nie remontowana budowla znalazła się w złym stanie technicznym. Najbardziej uszkodzona była ceglana posadzka oraz pokrycie dachu. W 1824 roku rozpoczęto remont kościoła. W 1865 roku świątynia otrzymała organy o ośmiu głosach, natomiast w latach 1887–1889 budowla została rozbudowana o prezbiterium, dwie boczne kaplice oraz zakrystie. Rozbudowa została wykonana pod kierunkiem Zdzisława Librowskiego według projektu architekta z Płocka – Gosławskiego. W latach późniejszych była jeszcze kilkakrotnie restaurowana, ale w formie z 1889 roku zachowała się do dziś.